# Автогенен тренинг
Автогенният тренинг е метод за релаксация, предложен от Йоханес Шулц, състоящ в трениране на субекта да се отпусне, крайник по крайник, за да постигне съвършена психофизиологична отмора чрез вътрешно концентриране. Тези упражнения за мускулите, които болният може да изпълнява и сам, представляват по същество психотерапия, въпреки че вербалният обмен и трансферът (междуличностната връзка) не са на първи план. Използват се широко при лечение на неврозите и психосоматичните разстройства.

### На български език
- Автогенен тренинг Архив на оригинала от 2009-05-26 в Wayback Machine.
- Още за автогенния тренинг

## На английски език
- The British Autogenic Society
- Spanish Society of Psychotherapy and the Institute for Autogenic Psychotherapy (in Spanish)
- An audio version of the Autogenic Training
- Autogenics: A self-help training schedule.